# New Edinburgh (Ottawa)

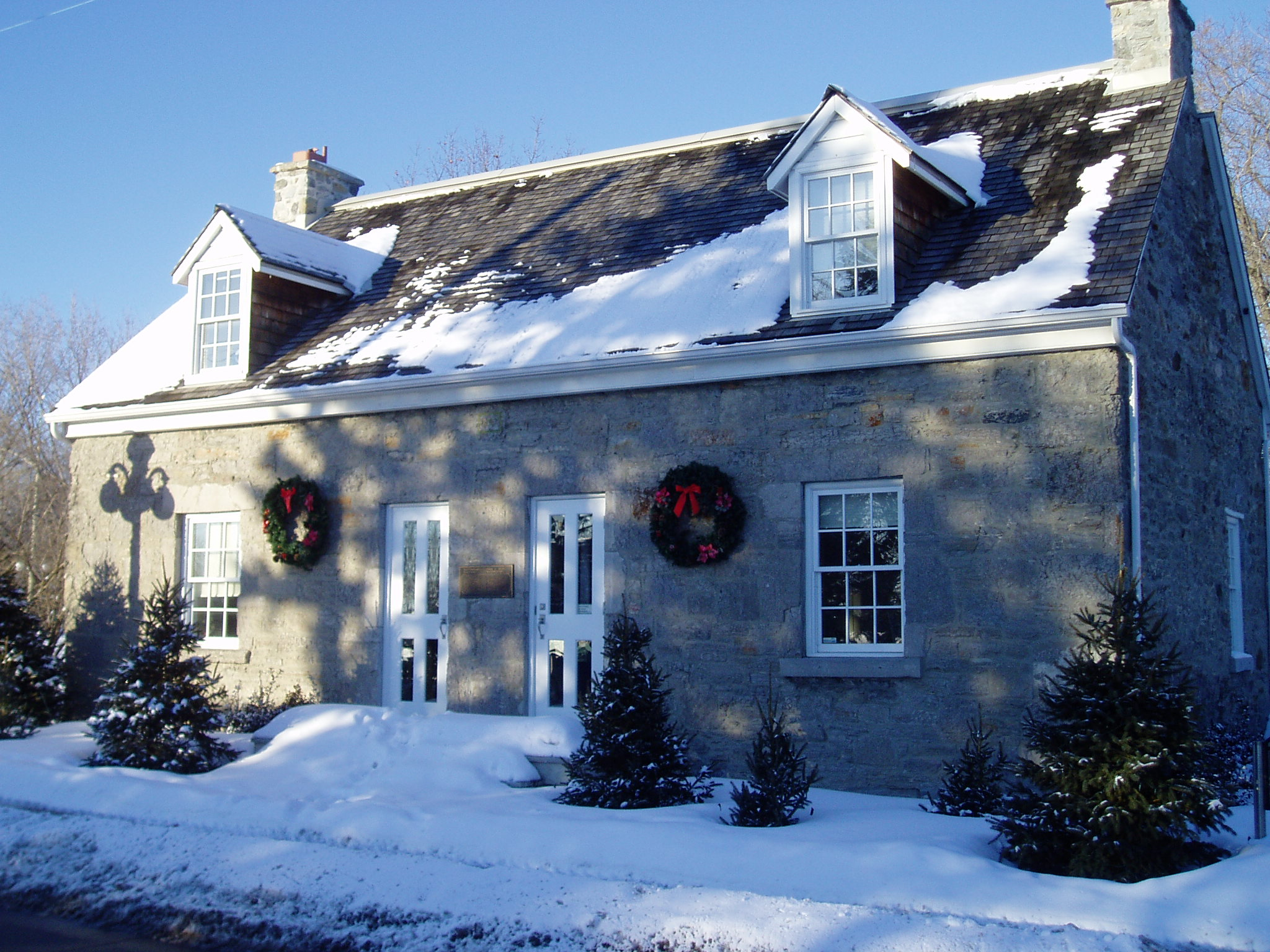
Das Frasier-Schulhaus, erbaut 1837, ist eines von den noch verbliebenen Gebäuden der Gründerzeit.

New Edinburgh ist ein östlich des Stadtzentrums gelegener Stadtteil im kanadischen Ottawa.

## Geschichte
Das Viertel, direkt am Rideau River gelegen, wurde 1829 von Thomas McKay (1792–1855), einem Steinmetz aus Perth (Schottland), gegründet. Den Namen vergab er zu Ehren von Edinburgh, der Hauptstadt seiner alten Heimat. Das von ihm erworbene Land wuchs schnell zu einem Industriegebiet an, in dem Mühlen die Wasserkraft des Rideau Rivers nutzen konnten. 1866 wurde New Edinburgh als Dorf anerkannt, wurde aber bereits 1887 durch Ottawa eingemeindet.

### Heute

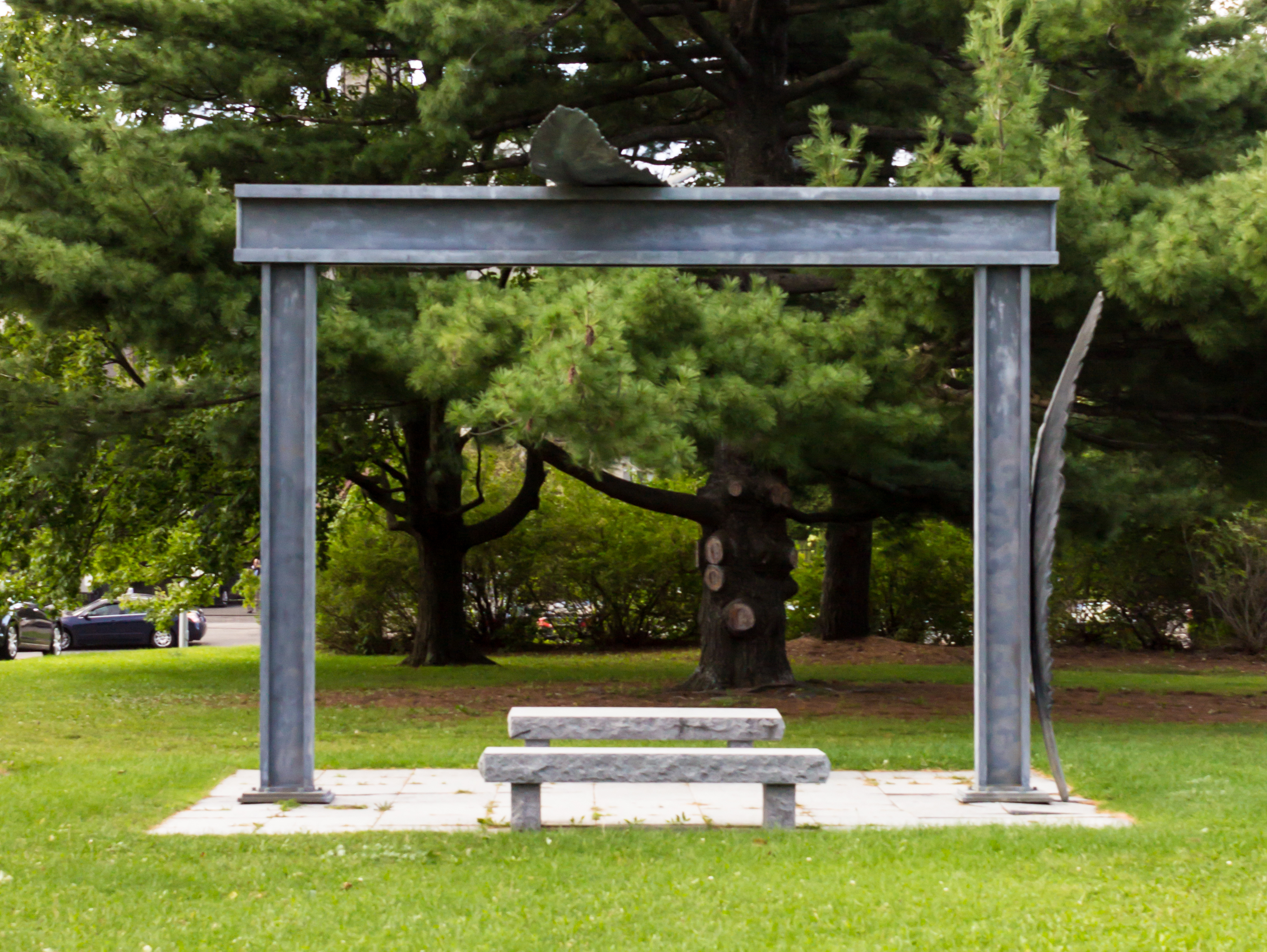
Das Denkmal für die kanadischen Entwicklungs- und Aufbauhelfer im Rideau-Falls-Park

Heute ist New Edinburgh ein ruhiger Stadtteil im Rideau-Rockcliffe Ward, mit einem Naturpark entlang des östlichen Ufers des Rideau River. In dem Stadtteil, in dem mehrheitlich englisch gesprochen wird, befinden sich heute einige Botschaften und Konsulate, unter anderem die von Frankreich, Indien, Spanien und Südafrika. In New Edinburgh befinden sich Rideau Hall, 24 Sussex Drive und 7 Rideau Gate, die offiziellen Residenzen des Generalgouverneurs bzw. Premierministers sowie das Gästehaus der Kanadischen Regierung.